# 秋山珩三

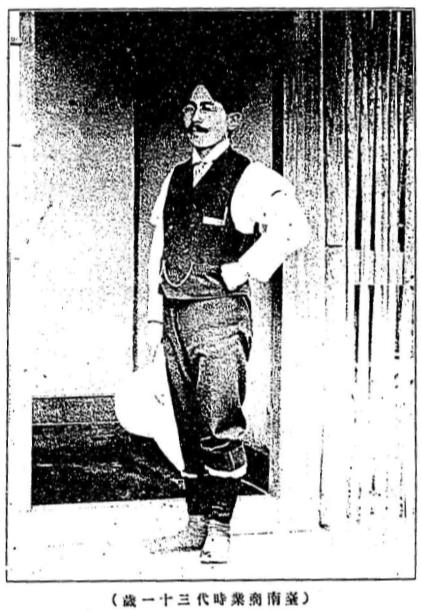
三十一歲時的秋山

秋山珩三（日语：／ Akiyama Kōmi */?，1876年11月28日—1908年3月3日），日本山梨縣人，基督徒:43:9，牧師，臺南慈惠院教育部（今國立臺南大學附屬啟聰學校）首任主任（校長）。

## 生平

### 早年
秋山珩三1876年11月28日生於山梨縣南巨摩郡南湖村（今南阿爾卑斯市），為秋山義造及秋山ゆき之五男:28。其家族原為富農，後家道中落:29。1887年3月自南湖尋常小學校畢業，後赴增穗村（後之增穗町，今富士川町）的北部高等小學校，然因距離遙遠而無法繼續上學:31。當時其二兄秋山善一在南部町擔任警察，其勸秋山珩三與自己同住，讀南部高等小學校:31-32。1892年3月畢業，4月進入山梨縣尋常中學校（今山梨縣立甲府第一高等學校），因經濟問題被迫退學，後考入免學費的山梨縣尋常師範學校（山梨大學前身），1894年4月入學，翌年即因「腦神經衰弱症」臥病在床:32。當時山梨縣普遍對基督教存在反感，而全校師生中僅有秋山為基督徒，時常遭到霸凌，回家後亦會遭到母親責罵，故暫時住在四兄秋山胤治家中:36。因出席天數不夠，學校開始辦理秋山停學的措施。其開始任職於龍王小學校，有時會至有朋義塾學習英文:36。1896年4月1日秋山復學，但再次遭同儕霸凌，1896年6月下旬後不敢上學。甲府教會牧師小林光泰見到秋山，借給他錢，鼓勵去參加同年7月在靜岡縣興津舉辦的第八屆基督教暑期學校，在現場見到内村鑑三、平岩愃保、元良勇次郎等人:36-37。
1897年1月11日，明治天皇嫡母英照皇太后過世，秋山珩三之同學以基督教信仰為由，指責他並未表示哀悼。同學後根據井上哲次郎所著之《宗教與教育的衝突》一書與秋山珩三展開爭論。其認為基督教才能完成「教育勅語」之精神，同學無法接受其邏輯，非常憤怒，後由小林光泰與學校交涉，成功使校方向秋山道歉，但秋山在學校仍持續遭到霸凌，讓他重新罹患憂鬱症。秋山善一彼時在臺灣擔任警察，但因自己身體狀況不佳，且擔心秋山珩三，因此返回日本。秋山善一與小林光泰討論，決定讓秋山珩三退學，上東洋英和學校神學部。秋山於1897年9月入學，但他認為其他學生的程度低下，其亦去東京有名之教堂，旁聽牧師演講，但除海老名彈正外，對其他牧師的評價亦低。秋山對神學校的不滿，進而演變成對整個教會的不滿，讓小林光泰感到相當惱怒，秋山便決定退學，1898年10月離開東京英和學校。退學後，先是在延山小學校工作，並受校長推薦，住進學校附近的法蓮寺:35-40:12-13。

### 臺灣
1899年，秋山珩三因秋山善一在臺灣工作，考慮前往該地。當時日本人一般認為臺灣瘴癘盛行，4月14日秋山珩三收到秋山善一寄給他的信，表示：「不注重身體健康且品行惡劣的人才會患病，身心健全的人完全沒問題。」此句說明使秋山珩三放心，決定赴臺灣:45。6月3日辭去小學校工作，18日抵達臺灣。秋山善一帶秋山珩三至其朋友住處，同時開始學習臺語。1899年9月任鳳山公學校（今高雄市鳳山區鳳山國民小學）訓導，翌年辭職，至臺南「英國長老教會附屬大學校」（今臺南神學院）擔任日文教師，並透過秋山善一認識長老教會的傳教士，應聘擔任牧師。1900年臺南慈惠院教育部成立，秋山受傳教士甘為霖之推薦擔任首任主任。1902年6月13日秋山義造過世，秋山珩三辭掉牧師一職，同時脫離教會。1903年7月，秋山赴日本考察盲人教育事業，返回臺南後撰寫〈盲人教育調查書〉，指出針灸及按摩最適合盲人的職業教育:45-57:14-19。
秋山因希望到美國研究哲學、神學，在1905年4月辭職，由中村京太郎接任主任。當時他先返回日本，做完準備後再由橫濱搭乘前往美國的船。但其抵達橫濱的海關接受身體檢查時，因在臺灣罹患眼疾尚未治癒，被拒絕出境。當時眼疾被認為是傳染病，海關人員對此相當敏感。秋山所患的眼病較為輕微，理論上仍可強行坐船去美國，但海關人員表示因美國排日趨勢高漲，該地的海關人員應會拿一些小的理由拒絕日本人入境，秋山才放棄出國留學的夢想。後其經東京盲啞學校校長小西信八介紹，任教於橫濱基督教訓盲院（今橫濱訓盲學院），然因工資不足，生活困難，便與秋山善一商量，於1906年重回臺南經商:66-67:20-23。
1906年12月，其與臺灣當地人一同設立「協興公司」:70:23-24，經營砂糖、米穀的輸出與販賣:1058。1907年8月赴日本視察，訪問大阪、神戶、東京、橫濱等地，並返回故鄉參觀其父之墓，9月23日返回臺灣:24-25。

### 逝世

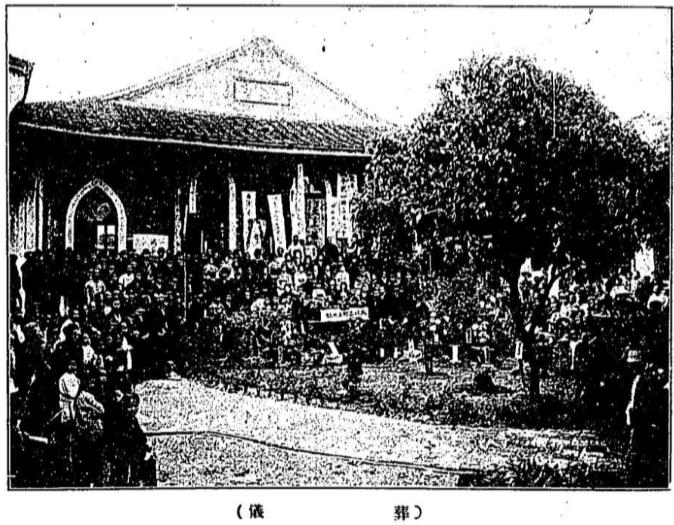
秋山的葬禮

1907年12月28日，秋山因感染「脇膜炎」病倒入院，翌年3月3日過世。2天後在太平境禮拜堂舉行葬禮，當日即埋葬於北門外基督教徒墓地（今臺南市基督教公墓）:25-35、393。是年10月，由秋山善一編纂秋山珩三遺存的文章，出版《幽谷集：故秋山珩三遺稿》一書:113。